# Lê Đóa
Lê Đóa, tên khai sinh là Lê Hữu Đóa (19 tháng 8 năm 1922 - 31 tháng 8 năm 2008) là một nhạc sĩ quân đội chuyên ngành Chỉ huy. Ông được phong tặng danh hiệu Nghệ sĩ Ưu tú năm 1984 và Nghệ sĩ Nhân dân năm 1993.

## Tiểu sử và sự nghiệp
Ông sinh ra và lớn lên trong một dòng họ và gia đình có truyền thống khoa bảng ở làng Tả Ao (nay là xã Xuân Giang), huyện Nghi Xuân, tỉnh Hà Tĩnh. Ông là chắt đời thứ 9 của tiến sĩ Lê Đăng Truyền, một nhà thơ được người đời tôn vinh là một trong "Nghệ An tứ hổ". Thân phụ của ông, cụ Lê Hữu Phương, cũng là một nhân sĩ tham gia kháng chiến chống Pháp, từng làm phó Chủ tịch Ủy ban Kháng chiến Hành chánh huyện Nghi Xuân.
Ngay từ hồi còn nhỏ, Lê Đoá đã say mê âm nhạc. Ông chăm chú nghe cha hoà nhạc dân tộc gồm sáo, nhị, đàn cò, đàn kìm với bạn bè. Lê Đoá cũng đánh được đàn kìm, chơi viôlông và học lý thuyết âm nhạc. Sau khi đỗ bằng Thành chung tại Quốc học Vinh, ông lại vào Huế thi đỗ vào trường Lycée Khải Định. Tại Huế ông vừa đi học vừa làm quen với các Thầy dòng người Pháp ở trường Pèlerins và Thư viện Accucil gần đó để học lý thuyết âm nhạc.
Năm 1944 ông thôi học, trở thành thành viên nòng cốt Đoàn Hướng đạo sinh (scoutisme) ở Vinh. Đầu 1945 ông gia nhập Thanh niên cứu quốc, tham gia cướp chính quyền ờ Vinh và sau đó làm việc ở Ty tuyên truyền Nghệ An, ông nhanh chóng tổ chức dàn nhạc, thành lập đội tuyên truyền xung phong, hăng hái vận động đổng bào ủng hộ kháng chiến.
Năm 1949, ông được về đi học trường chuyên khoa Huỳnh Thúc Kháng tại Đức Thọ. Tại đây ông mở lớp dạy nhạc, tổ chức dàn nhạc, đội hát. Lớp học trò của ông ngày đó về sau nhiều người đã thành tài, như nhạc sĩ nghệ sĩ nhân dân Trọng Bằng, nhạc sĩ Hoàng Thi Thơ (hai người này thường hòa thanh với thầy Lê Hữu Đóa ở lớp). Thời gian này ông được cử vào Ban chấp hành Hội Nhạc sĩ Hà Tĩnh.
Tháng 4-1950, ông nhập ngũ được sang Trung Quốc học tại trường Lục quân Trần Quốc Tuấn. Tốt nghiệp Trường Lục quân, ông được phân công về Đội tuyên truyền vãn hóa của trường, cùng với các nhạc sĩ Nguyễn Xuân Khoát, Đỗ Nhuận, Đinh Ngọc Liên xây dựng nòng cốt cho Đoàn Văn công quân đội sau này.
Năm 1953 trở về nước ông được điều về Đoàn ca múa Tổng cục chính trị làm nhạc trưởng (từ đó giới nhạc quen gọi tắt tên ông là Lê Đóa và là tên chính thức trong cuộc đời hoạt động nghệ thuật của ông). Tại Đoàn ca múa Tổng cục chính trị ông là người đầu tiên được giao trách nhiệm xây dựng và chỉ huy dàn nhạc giao hưởng và hợp xướng quân đội, cũng đồng thời là dàn nhạc giao hưởng và hợp xướng đầu tiên của cả nước.
Nãm 1961, Nhà hát Giao hưởng hợp xướng Việt Nam thành lập, ông là người đầu tiên dàn dựng và chỉ huy biểu diễn nhiều tác phẩm lớn của thế giới, như Giao hưởng số 5 của Beethoven, Caprìccioỉtalien, Hồ Thiên nga, Giao hưởng số 6 của Tchaikovski, Giao hưởng số 40 của Mozart, Giao hưởng số 8 của Schubert, Tổ khúc Carmen của Bizet... và một số giao hưởng Việt Nam của Hoàng Vân, Đàm Linh,... Ông đã dàn dựng và chỉ huy dàn nhạc và hợp xướng Tổng cục Chính trị các tác phẩm: Sóng Cửa Tùng (Doãn Nho), Lửa rực cháy (Hồng Đăng), Tiếng hát người chiến sĩ biên thùy (Tô Hải), Du kích Sông Thao (Đỗ Nhuận), Lô Giang (Lương Ngọc Trác), Sóng Cửa Tùng (Doãn Nho); Trường Chinh ca (Lương Ngọc Trác); Lửa rực cháy (Hồng Đăng); Thành đồng Tổ quốc (Hoàng Vân)...
Năm 1964, ông tham gia viết nhạc cho hai màn kịch múa Ngọn lửa Nghệ Tĩnh, chỉ huy dàn nhạc cho ba màn và đóng vai "Tổng đốc" trong tác phẩm, Lê Đóa đã tham gia chỉ huy hơn 300 buổi biểu diễn, Vở kịch được đưa đi biểu diễn tại Trung Quốc; được bạn giúp đỡ quay thành phim nhựa màu, dài hơn một giờ đồng hồ. Khi xem, Bác Hồ khen Ngọn lửa Nghệ Tĩnh thể hiện tốt và "xoa đầu" Lê Đoá, nói: "Chú vào vai Tổng đốc được đấy, nhưng nếu quen Tổng đốc thật thì đóng sẽ tốt hơn". Năm 2001, tác phẩm kịch múa Ngọn lửa Nghệ Tĩnh được giải thưởng Hồ Chí Minh.
Cuối năm 1964, Lê Đoá được Tổng cục Chính trị điều sang Đoàn Văn công Công an vũ trang, nay là Đoàn Nghệ thuật Bộ đội Biên phòng, làm đoàn phó rồi đoàn trưởng kiêm nhạc trưởng dàn nhạc. Trong sự trưởng thành của Đoàn Nghệ thuật Bộ đội biên phòng có sự góp sức đào tạo người tài của ông. Nhà văn, nhà thơ Hữu Ước, Nghệ sĩ nhân dân Hà Vy, các nhạc sĩ Trần Danh, Doãn Duyên và nhạc sĩ nghệ sĩ ưu tú Bảo Chung luôn luôn ghi nhớ sự bồi dưỡng của ông.
Năm 1983-1989, ông làm Đoàn phó kiêm chỉ đạo nghệ thuật Đoàn Nghệ thuật Quân khu 9.
Từ năm 1989, ông nghỉ hưu tại Cần Thơ.
Ông mất ngày 31 tháng 8 năm 2008 tại Cần Thơ.

## Đời tư
Ông có một người con trai, đã hy sinh trong cuộc Tổng tấn công Xuân Mậu Thân 1968 ở chiến trường Quân khu 9, chưa tìm được thi thể.